# Nozomi Aoki
Nozomi Aoki (青木 望 Aoki Nozomi; Tokyo, 2 marzo 1931) è un compositore e arrangiatore giapponese.

## Biografia
Membro della JASRAC, è celebre soprattutto per le colonne sonore di anime come Ken il guerriero e Galaxy Express 999. Come arrangiatore ha lavorato, per citare i principali, con artisti giapponesi come Naoko Ken, Shinji Tanimura, Yoshie Kashiwabara, Miyuki Nakajima, Keiko Masuda e Chiharu Matsuyama.

## Colonne sonore
- Ken il guerriero (北斗の拳,?, Hokuto no Ken)
- Akuma-kun (悪魔くん?)
- Capitan Harlock (キャプテンハーロック,?, Kyaputen Hārokku)
- Galaxy Express 999 (銀河鉄道999,?, Ginga Tetsudo 999)
- Genma Taisen (幻魔大戦?)
- Patalliro! (パタリロ!,?, Patariro!)
- Memole dolce Memole (とんがり帽子のメモル,?, Tongari Boshi no Memoru)
- Una per tutte, tutte per una (愛の若草物語,?, Ai no Wakakusa Monogatari)
- Ginga tetsudō monogatari (銀河鉄道物語?)
- Juny peperina inventatutto (はーいステップジュン?, Hai Step Jun)